# بخش والنوت کریک (شهرستان هولمز، اوهایو)
بخش والنوت کریک (به انگلیسی: Walnut Creek Township) یک منطقهٔ مسکونی در ایالات متحده آمریکا است که در شهرستان هولمز، اوهایو واقع شده‌است.
 بخش والنوت کریک ۷۲٫۰۴ کیلومتر مربع مساحت و ۳٬۸۲۱ نفر جمعیت دارد و ۳۲۶ متر بالاتر از سطح دریا واقع شده‌است.